# Municipio de Elmwood (condado de Leelanau)
El municipio de Elmwood (en inglés: Elmwood Township) es un municipio ubicado en el condado de Leelanau en el estado estadounidense de Míchigan. En el año 2010 tenía una población de 4503 habitantes y una densidad poblacional de 56,27 personas por km².

## Geografía
El municipio de Elmwood se encuentra ubicado en las coordenadas 44°49′14″N 85°39′45″O / 44.82056, -85.66250. Según la Oficina del Censo de los Estados Unidos, el municipio tiene una superficie total de 80.03 km², de la cual 51.63 km² corresponden a tierra firme y (35.48%) 28.39 km² es agua.

## Demografía
Según el censo de 2010, había 4503 personas residiendo en el municipio de Elmwood. La densidad de población era de 56,27 hab./km². De los 4503 habitantes, el municipio de Elmwood estaba compuesto por el 96.2% blancos, el 0.27% eran afroamericanos, el 0.78% eran amerindios, el 0.67% eran asiáticos, el 0.04% eran isleños del Pacífico, el 1.04% eran de otras razas y el 1% pertenecían a dos o más razas. Del total de la población el 2.51% eran hispanos o latinos de cualquier raza.